# Trockenhänge und Hangquellmoor bei Rebelow (Großes Landgrabental)
Trockenhänge und Hangquellmoor bei Rebelow (Großes Landgrabental) este o arie protejată (arie specială de conservare — SAC, sit de importanță comunitară — SCI) din Germania întinsă pe o suprafață de 15 ha, integral pe uscat.

## Localizare
Centrul sitului Trockenhänge und Hangquellmoor bei Rebelow (Großes Landgrabental) este situat la coordonatele 53°44′47″N 13°30′18″E / 53.7464°N 13.505°E.

## Înființare
Situl Trockenhänge und Hangquellmoor bei Rebelow (Großes Landgrabental) a fost declarat sit de importanță comunitară în aprilie 2004 pentru a proteja un număr necunoscut de specii din flora spontană și fauna sălbatică aflate în arealul zonei. Situl a fost protejat și ca arie specială de conservare în august 2016.

## Biodiversitate
Situată în ecoregiunea continentală, aria protejată conține 2 habitate naturale: Pajiști uscate seminaturale și facies de acoperire cu tufișuri pe substraturi calcaroase (Festuco-Brometalia) (* situri importante pentru orhidee), Mlaștini alcaline.
La baza desemnării sitului se află un număr nedeclarat de specii protejate: